# Sielsowiet Horodyszcze (rejon piński)
Sielsowiet Horodyszcze (biał. Гарадзішчанскі сельсавет; ros. Городищенский сельсовет) – sielsowiet na Białorusi, w obwodzie brzeskim, w rejonie pińskim, z siedzibą w Horodyszczach.
Według spisu z 2009 sielsowiet Horodyszcze zamieszkiwało 4050 osób, w tym 3827 Białorusinów (94,49%), 134 Rosjan (3,31%), 74 Ukraińców (1,83%), 6 Polaków (0,15%), 8 osób innych narodowości i 1 osoba, która nie podała żadnej narodowości.

## Miejscowości
- wsie:
  - Horodyszcze
  - Klin
  - Krywicze
  - Kupiatycze
  - Poczapów
  - Suszyck
  - Wólka Horodyszczańska
  - Wysokie
  - Zajezierze
- osiedla:
  - Horodyszcze
  - Hrady